# Het blauwe licht (hoorspel)
Het blauwe licht is een hoorspel van Franz Fühmann naar het gelijknamige sprookje (uit Kinder- und Hausmärchen, nr 116) van de gebroeders Grimm. Das blaue Licht werd op 29 november 1986 door de Rundfunk der DDR uitgezonden. De BRT bracht het op dinsdag 5 april 1988. De vertaling was van Ludo Schats, die ook de regie voerde. De uitzending duurde 43 minuten.

## Rolbezetting
- Ward de Ravet
- Jo De Meyere
- Machteld Ramoudt
- Denise De Weerdt
- Oswald Versyp
- Walter Cornelis
- Alex Wilequet
- Ludo Busschots
- Doris Van Caneghem

## Inhoud
Ten tijde van de Dertigjarige Oorlog wordt een soldaat wegens invaliditeit door de koning uit het leger ontslagen. Hij trekt het land door en ontmoet in het woud een heks. Bij haar komt hij in het bezit van een magisch licht. Wie het in zijn bezit heeft, kan over de macht ervan beschikken. Met behulp van de macht krijgt de soldaat de kroonprinses Annabelle te zijner beschikking en laat haar maagdendiensten verrichten. 
De koning is vertoornd over deze vernedering en spant de soldaat een strik. Die wordt in de kerker geworpen en zal geradbraakt worden. Het gelukt hem, met behulp van het blauwe licht, wraak te nemen op zijn vijanden. Hij wil nu aan de zijde van de prinses over het land regeren. Die maakt hem echter de bron van de macht afhandig en laat hem arresteren. Hij moet op een pijnlijke manier ter dood gebracht worden...